# Svarttjärnen (Föllinge socken, Jämtland, 707691-142427)
Svarttjärnen är en sjö i Krokoms kommun i Jämtland och ingår i Indalsälvens huvudavrinningsområde.